# アヌサーワリーチャイサモーラプーム駅
アヌサーワリーチャイサモーラプーム駅（アヌサーワリーチャイサモーラプームえき、タイ語:สถานีอนุสาวรีย์ชัยสมรภูมิ）は、タイ王国、バンコク都ラーチャテーウィー区にあるバンコク・スカイトレイン(BTS)の駅。駅番号は「N3」。

## 概要
相対式ホーム2面2線を有する高架駅である。駅名の意味に従い、ヴィクトリー・モニュメント駅、戦勝記念塔駅とも呼ばれる。2014年より可動式ホーム柵（ホームドア）の使用を開始した。

### 駅階層

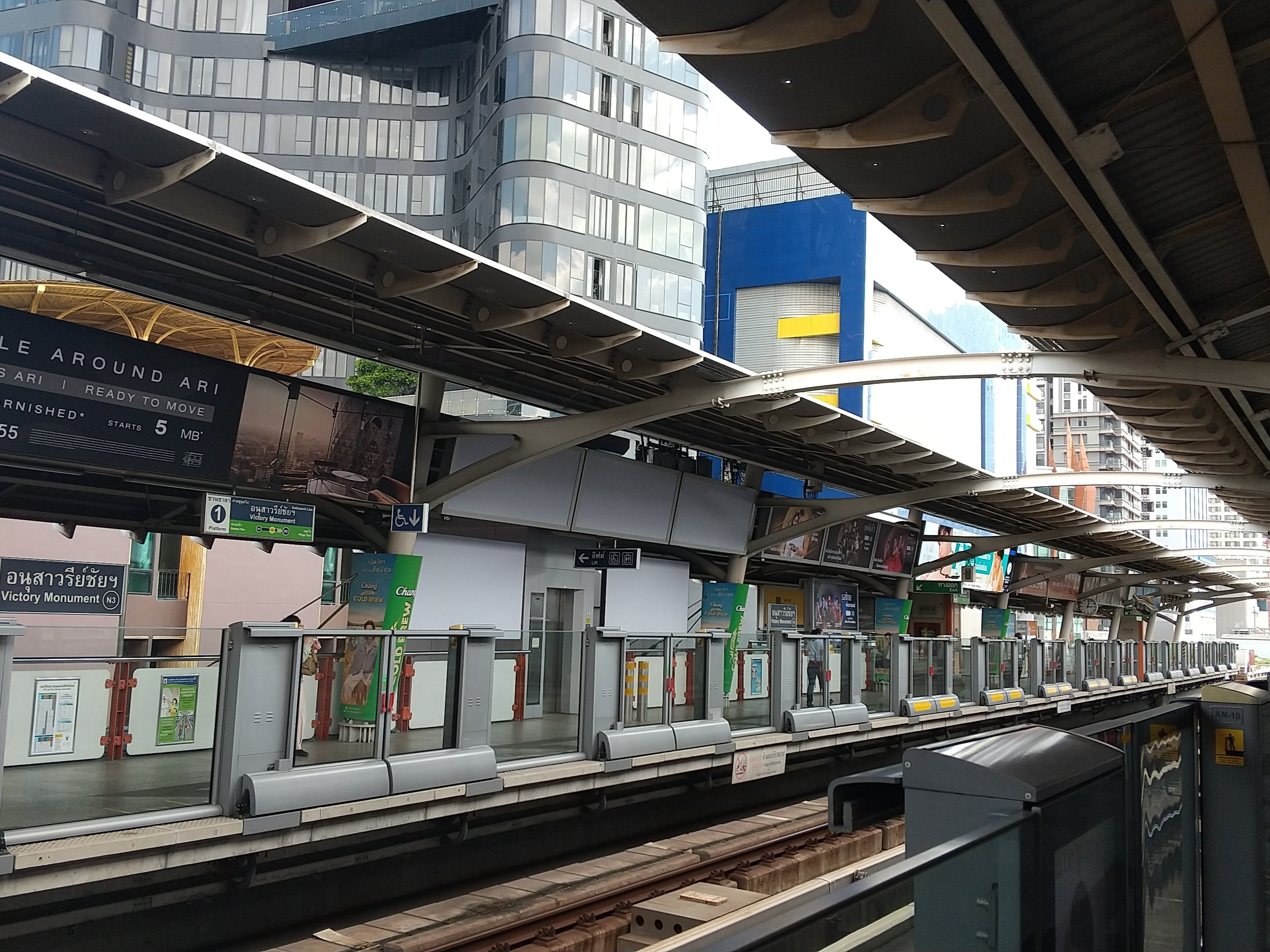
ホーム

| 3階                                |                                                          |                        |
| 相対式ホーム（可動式ホーム柵有り） |                                                          |                        |
| 1番線・上り■スクムウィット線       | パヤータイ・サイアム・オンヌット・ベーリング方面         |                        |
| 2番線・下り■スクムウィット線       | サナームパオ・アーリー・サパーンクワーイ・モーチット方面 |                        |
| 相対式ホーム（可動式ホーム柵有り） |                                                          |                        |
| 2階                                | コンコース                                               | 自動券売機、自動改札口 |
| 1階                                | 出入口                                                   | パヤータイ通り         |

## 駅周辺
駅周辺には学生が多く住んでいる。西側には病院が集中している。
バスの発着点となっていて、通過するバスの数はバンコクでも 1,2 を争うほどである。
- 戦勝記念塔 (バンコク)
- センターワン
- 看護大学
- 味千ラーメン

### ラチャウィティ通り
- ラチャウィティ病院
- モンクット病院
- チットラダー宮殿
- デュシット動物園
- デュシット商業大学
- センチュリーパークホテル

### ランナム通り
- キングパワー免税店
- クルン・タイホテル
- カシコン銀行